# فوتبال در لبنان
فوتبال پرطرفدارترین ورزش در لبنان است. این ورزش در کشور لبنان توسط فدراسیون فوتبال لبنان اداره می‌شود. پرطرفدارترین باشگاه‌های این کشور الانصار و النجمه هستند؛ همراه با العهد که در سال‌های اخیر دارد محبوبیت کسب می‌کند.   